# Statist
En statist er en person, der spiller en stum rolle i en film, på tv eller i et skuespil. Disse personer findes typisk i baggrunden og kan kun ses et kort stykke tid.
| Job | Spire Denne artikel om et job eller en stillingsbetegnelse er en spire som bør udbygges. Du er velkommen til at hjælpe Wikipedia ved at udvide den. |